# アーニョロ・ガッディ

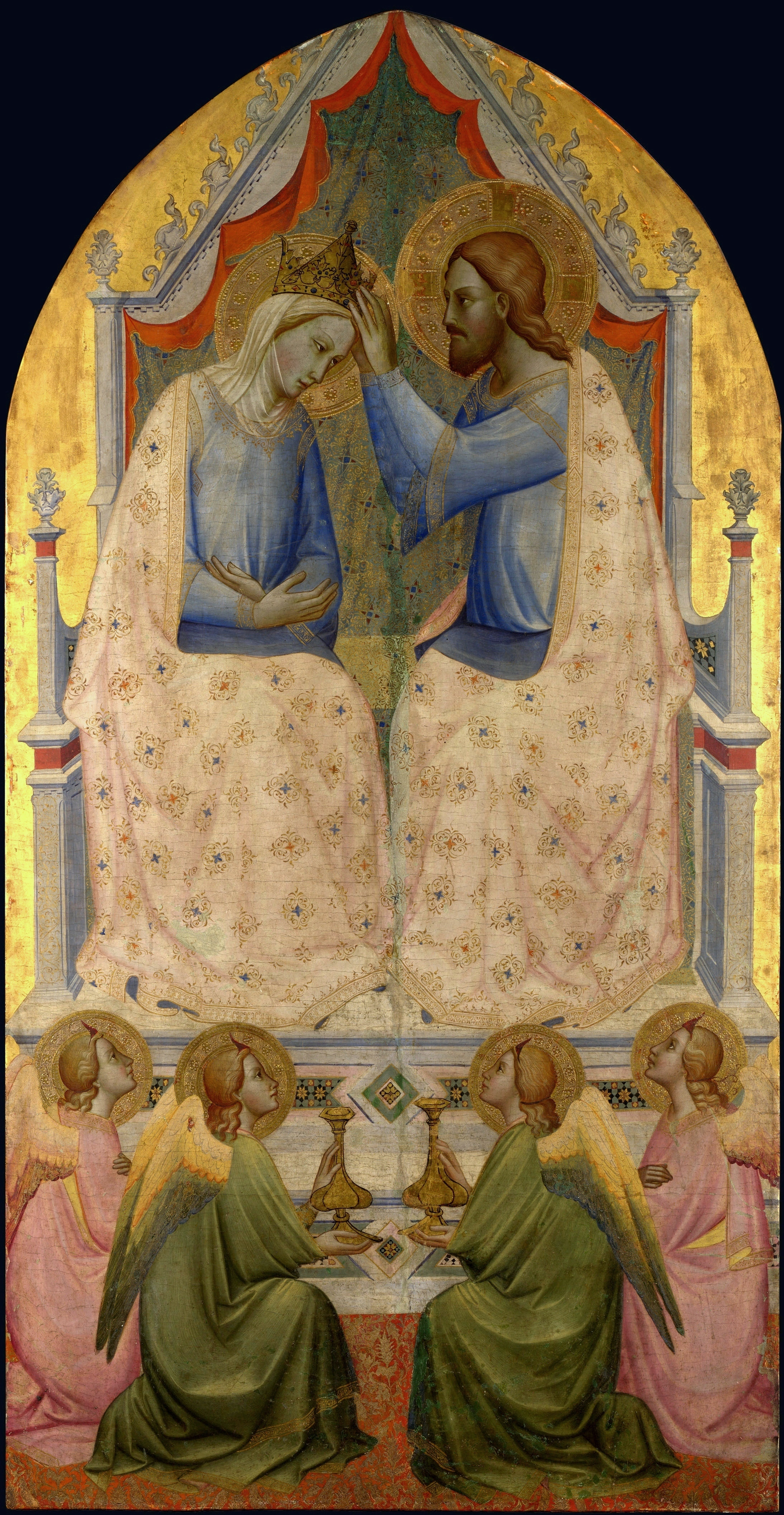
アーニョロ・ガッディ『聖母戴冠』（1380年頃）板、182 x 94 cm/ ナショナル・ギャラリー (ロンドン)

アーニョロ・ガッディ（Agnolo Gaddi、1350年頃 - 1396年、活動時期：1369年 - 1396年）はイタリアの画家。タッデオ・ガッディの息子。アニョロ・ガッディとも表記される。ジョルジョ・ヴァザーリはその著書『画家・彫刻家・建築家列伝』の中に、アーニョロの伝記も載せている。

## 略歴
フィレンツェで画家、タッデオ・ガッディの息子に生まれた。1381年に30歳以上でなければ就けない公職に就いた記録があることから生年は1350年頃と推定された。1387年に聖ルカ組合に登録された。
ルネサンスのイタリア絵画の先駆者であるジョット(1267-1337)の弟子であった父親を通じて、ジョットから強い影響を受けた最後の画家で、ジョットの継承者と見なされていた。アーニョロ・ガッディの絵画に描かれた人物はジョットのそれより動きがあり、色使いもジョットとは異なるものであったとされる。
弟子には、絵画の実践的手引書『美術の書(Il Libro dell’Arte)』を著したチェンニーノ・チェンニーニ(Cennino d'Andrea Cennini: c.1360–1427)やゲラルド・スタルニーナ(Gherardo Starnina: c.1360–1413)、ロレンツォ・モナコ(c.1370-1425)がいる。

## 主な作品
フィレンツェのサンタ・クローチェ聖堂の聖歌隊席のフレスコ画の他、以下のようなものがある。
- 聖者たちと天使たちと玉座の聖母（1380年/1390年） - テンペラ、板、三連祭壇画、おそらくシトー会修道院の依頼。（ナショナル・ギャラリー (ワシントン)）
- 聖母戴冠（1380年頃 - 1390年） - テンペラ、木。おそらくピサ近郊のサン・ジョヴァンニ・デフィエリ教会の、おそらく祭壇画の中央の板。（ナショナル・ギャラリー (ロンドン)）
- 天使と謙譲の聖母（1390年代中頃） - テンペラ、板。（The Gummer Museum of Art & Gardens）
- キリスト磔刑 - テンペラ、木。多翼祭壇画の一部。（ウフィッツィ美術館）

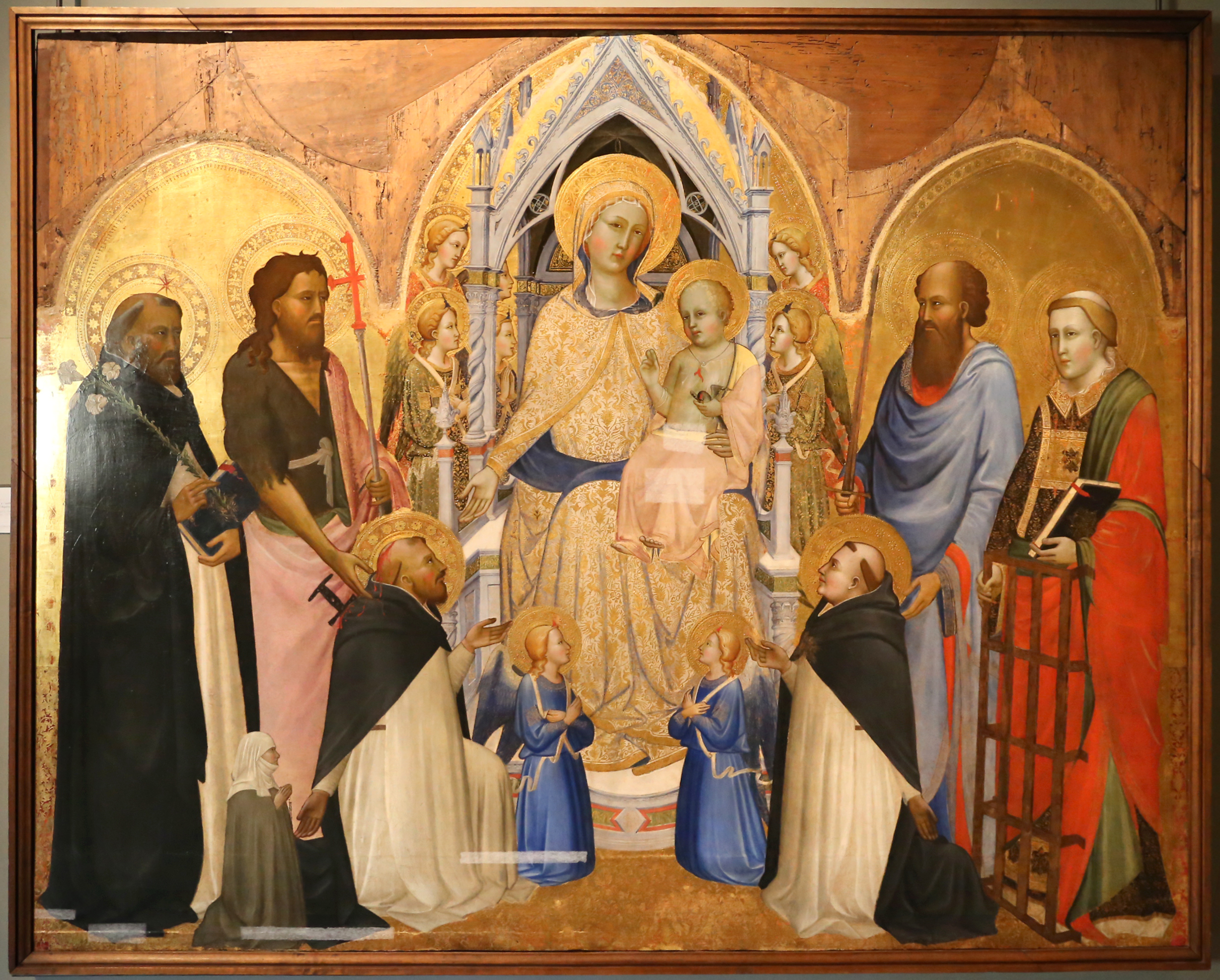
荘厳な聖母と天使と聖人 パルマ国立美術館蔵
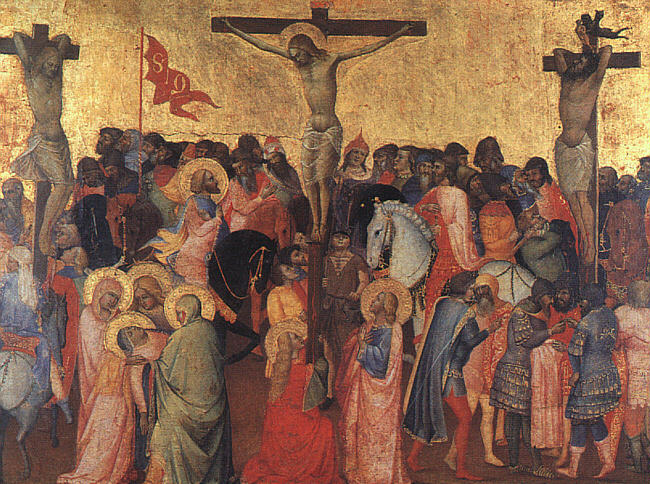
キリスト磔刑 ウフィッツィ美術館蔵